# خوسيه دياز
خوسيه دياز (بالإسبانية: José Díaz) (20 أبريل 1938 ببوينس آيرس في الأرجنتين - ) هو لاعب كرة قدم أرجنتيني في مركز الوسط، شارك في الألعاب الأولمبية الصيفية 1960. وشارك مع منتخب الأرجنتين لكرة القدم. أما مع النوادي، فقد لعب مع فيرو كاريل أويستي ونادي لانوس.

## وصلات خارجية
- خوسيه دياز على موقع قاعدة بيانات كرة القدم.إي يو (الإنجليزية)
- خوسيه دياز على موقع ناشيونال فوتبول تيمز (الإنجليزية)
- خوسيه دياز على موقع أوليمبيديا (الإنجليزية)